# Корфовский
Ко́рфовский — рабочий посёлок в Хабаровском районе Хабаровского края России. Административный центр Корфовского городского поселения.

## Этимология
Рабочий посёлок назван в честь первого Приамурского генерал-губернатора Андрея Николаевича Корфа (1831—1893).

## География
Рабочий посёлок находится в южной части Хабаровского края, в лощине между хребтами Большой Хехцир и Малый Хехцир, на автомагистрали «Уссури», на расстоянии 12 км к югу от города Хабаровск, административного центра района и края.

## Население
| 1926  | 1959  | 1970  | 1979  | 1989  | 2000  | 2002  |
| ----- | ----- | ----- | ----- | ----- | ----- | ----- |
| 240   | ↗4165 | ↗4418 | ↘3198 | ↗5193 | ↘5100 | ↗5823 |
| 2009  | 2010  | 2011  | 2012  | 2013  | 2014  | 2015  |
| ↗6144 | ↘5733 | ↗5744 | ↘5742 | ↗5807 | ↗5817 | ↘5809 |
| 2016  | 2017  | 2018  | 2019  | 2020  | 2021  | 2023  |
| ↗5855 | ↘5837 | ↘5814 | ↗5884 | ↘5881 | ↘4890 | ↗4894 |
| 2024  | 2025  |       |       |       |       |       |
| ↘4822 | ↗4823 |       |       |       |       |       |

## Улицы
| - ул. Арсеньева, - ул. Безымянная, - ул. Бойко-Павлова, - ул. Бульварная, - ул. Владивостокская, - ул. Вокзальная, - ул. Восточная, - пер. Восточный, - ул. Вяземская, - пер. Гаражный, - ул. Геологов, - пер. Гражданский, | - ул. Дальняя, - ул. Железнодорожная, - ул. Заречная, - ул. Зелёная, - ул. Карьерная, - ул. Клубная, - ул. Ключевая, - пер. Ключевой, - ул. Комсомольская, - ул. Лазо, - ул. Ленина, - ул. Лесхозный, | - ул. Лесная, - пер. Лесной, - ул. Набережная, - ул. Нагорная, - ул. Никитенко, - ул. Новая, - ул. Пионерская, - ул. ПМС-86, - ул. Побережная, - ул. Подсобная, - пер. Почтовый, - ул. Промышленная, | - ул. Приморская, - пер. Приморский, - ул. Путевая, - ул. Путейская, - ул. Рабочая, - ул. Резервуарная, - ул. Садовая, - пер. Сапёрный, - ул. Советская, - ул. Строительная, - ул. Таёжная, - пер. Таёжный, | - ул. Театральная, - ул. Учительская, - ул. Хабаровская, - пер. Хабаровский, - ул. Чапаева, - ул. Чернышевского, - пер. Чернышевского, - ул. Шевченко, - ул. Школьная, - пер. Школьный, - ул. Шоссейная, - пер. Шоссейный. |

## Экономика
В рабочем посёлке действуют ОАО «Корфовский каменный карьер», предприятия геофизики и переработки леса, Хехцирский опытный мехлесхоз и Хехцирское опытное лесное хозяйство.

## В искусстве
- В романе «Дерсу Узала» русского путешественника Владимира Арсеньева главный герой Дерсу Узала, друг и проводник автора, погибает вблизи станции Корфовская.
- В начале фильма «Дерсу Узала» японского режиссёра Акиры Куросавы показано, как Владимир Арсеньев в окрестностях недавно основанной станции Корфовская ищет могилу своего друга Дерсу Узала.

## Достопримечательности
На территории рабочего посёлка установлены два памятника: Тринадцать самураев и Дерсу Узала.

## Транспорт
Станция Корфовская Дальневосточной железной дороги.

## Галерея
- Памятный знак на месте гибели Дерсу Узала
- Памятный знак на месте гибели Дерсу Узала
- Вокзал ж/д станции Корфовская
- Частный сектор